# Solo tu (colonna sonora)
Música en ti, in Italia Solo tu, è la colonna sonora della prima stagione della telenovela argentina Soy Luna, pubblicato il 26 agosto 2016 in America Latina e il 25 novembre 2016 in Italia.

## Tracce

### Edizione America Latina
1. Vuelo (Elenco de Soy Luna) – 3:11
2. Música en ti (Karol Sevilla) – 2:53
3. A rodar mi vida (Elenco de Soy Luna) – 3:16
4. Nada ni nadie (Ruggero Pasquarelli) – 3:34
5. Chicas así (Valentina Zenere, Malena Ratner & Katja Martinez) – 3:04
6. Tengo un corazón (Carolina Kopelioff) – 3:10
7. Qué más da (Karol Sevilla, Ruggero Pasquarelli) – 3:03
8. Sin fronteras (Karol Sevilla, Carolina Kopelioff) – 2:32
9. Eres (Radio Disney Vivo) (Karol Sevilla, Ruggero Pasquarelli, Michael Ronda) – 2:33
10. Valiente (Radio Disney Vivo) (Karol Sevilla, Michael Ronda) – 3:25
11. Alas (Radio Disney Vivo) (Elenco de Soy Luna) – 3:28
12. A rodar mi vida (Versión acústica) (Chiara Parravicini) – 2:49

### Edizione italiana
L'edizione pubblicata in Italia contiene, in aggiunta rispetto alla versione in lingua spagnola, una traccia in più ed è:
1. Karol Sevilla, Ruggero Pasquarielli – Solo tu – 3:04 – Versione in lingua italiana di Qué más da